# Liste der Nummer-eins-Hits in Italien (1969)
Diese Liste der Nummer-eins-Hits basiert auf den Charts des italienischen Musikmagazins Musica e dischi im Jahr 1969. Es gab in diesem Jahr zwölf Nummer-eins-Singles und acht Nummer-eins-Alben.

## Singles
| ← 1968 ← | Liste der Nummer-eins-Hits in Italien (M&D) | Liste der Nummer-eins-Hits in Italien (M&D) | Liste der Nummer-eins-Hits in Italien (M&D)                                                                | 1970 → |
| \| Zeitraum \| Wo. ges. \| Interpret \| Titel Autor(en) \| Zusätzliche Informationen \| \| (Zeitraum, Wochen auf Platz eins, Interpret, Titel, Autor[en], zusätzliche Informationen) \| \| \| \| \| \| ----------------------------------------------------------------------------------------- \| -------- \| ----------------- \| ---------------------------------------------------------------------------------------------------------- \| ---------------------------------------------------------------------------------------------------------------------------------------------------------- \| \| 50. Woche 1968 – 1. Woche 1969 4 Wochen \| 4 \| Gianni Morandi \| Tu che m’hai preso il cuor Mario Panzeri, Giuseppe Rastelli, Franz Lehár \| Mit einer italienischen Pop-Version der Arie Dein ist mein ganzes Herz aus der Operette Das Land des Lächelns gelang Morandi ein Nummer-eins-Hit. \| \| 2.–6. Woche 5 Wochen \| 5 \| Gianni Morandi \| Scende la pioggia Franco Migliacci, The Turtles \| Nach dem Sieg beim Wettbewerb Canzonissima 1968 konnte Morandi sich mit der Coverversion des Turtles-Hits Elenore selbst an der Spitze der Charts ablösen. \| \| 7.–8. Woche 2 Wochen \| 2 \| Bobby Solo \| Zingara Enrico Riccardi, Luigi Albertelli \| Das Lied gewann das Sanremo-Festival 1969, wo es von Solo zusammen mit Iva Zanicchi präsentiert wurde. \| \| 9.–13. Woche 5 Wochen \| 5 \| Nada \| Ma che freddo fa Franco Migliacci, Claudio Mattone \| Nach einem fünften Platz beim Sanremo-Festival (dort zusammen mit der Beat-Band The Rokes) gelang der 16-jährigen Nada ein Nummer-eins-Hit. \| \| 14.–19. Woche 6 Wochen \| 6 \| Barry Ryan \| Eloise Paul Ryan \| – \| \| 20.–23. Woche 4 Wochen \| 4 \| Equipe 84 \| Tutta mia la città Roy Wood, Mogol \| Mit einer italienischen Version von Blackberry Way der Band The Move konnte die italienische Beatband einen Nummer-eins-Hit landen. \| \| 24.–26. Woche 3 Wochen \| 3 \| Adriano Celentano \| Storia d’amore Adriano Celentano, Luciano Beretta, Miki Del Prete \| – \| \| 27.–34. Woche 8 Wochen \| 8 \| Mario Tessuto \| Lisa dagli occhi blu Giancarlo Bigazzi, Claudio Cavallaro \| Das Lied erreichte den zweiten Platz beim Wettbewerb Un disco per l’estate dieses Jahres. \| \| 35.–39. Woche 5 Wochen \| 5 \| Mal \| Pensiero d’amore Franco Migliacci, Luciano Giacotto, Barry Gibb, Robin Gibb, Maurice Gibb, Tony Del Monaco \| – \| \| 40.–45. Woche 6 Wochen (insgesamt 7) \| 7 \| Georges Moustaki \| Lo straniero Bruno Lauzi, Georges Moustaki \| Das Lied stieg direkt auf Platz eins ein und brachte Moustaki zudem eine Goldene Gondel auf der Mostra Internazionale di Musica Leggera in Venedig ein. \| \| 46.–48. Woche 3 Wochen \| 3 \| Johnny Hallyday \| Quanto t’amo Bruno Lauzi, Gilles Thibaut, Jean Renard \| – \| \| 49. Woche 1 Woche (insgesamt 7) \| 7 \| Georges Moustaki \| Lo straniero Bruno Lauzi, Georges Moustaki \| – \| \| 50.–52. Woche 3 Wochen \| 3 \| Gianni Morandi \| Belinda Chris Andrews, Franco Migliacci \| Mit einer italienischen Version des Hits Pretty Belinda von Chris Andrews gelang Morandi der dritte Nummer-eins-Hit in diesem Jahr. \| |                                             |                                             | | |
| ← 1968 |                                             |                                             | | → 1970 → |
| Zeitraum | Wo. ges.                                    | Interpret                                   | Titel Autor(en)                                                                                            | Zusätzliche Informationen |
| (Zeitraum, Wochen auf Platz eins, Interpret, Titel, Autor[en], zusätzliche Informationen) |                                             |                                             | | |
| 50. Woche 1968 – 1. Woche 1969 4 Wochen | 4                                           | Gianni Morandi                              | Tu che m’hai preso il cuor Mario Panzeri, Giuseppe Rastelli, Franz Lehár                                   | Mit einer italienischen Pop-Version der Arie Dein ist mein ganzes Herz aus der Operette Das Land des Lächelns gelang Morandi ein Nummer-eins-Hit.          |
| 2.–6. Woche 5 Wochen | 5                                           | Gianni Morandi                              | Scende la pioggia Franco Migliacci, The Turtles                                                            | Nach dem Sieg beim Wettbewerb Canzonissima 1968 konnte Morandi sich mit der Coverversion des Turtles-Hits Elenore selbst an der Spitze der Charts ablösen. |
| 7.–8. Woche 2 Wochen | 2                                           | Bobby Solo                                  | Zingara Enrico Riccardi, Luigi Albertelli                                                                  | Das Lied gewann das Sanremo-Festival 1969, wo es von Solo zusammen mit Iva Zanicchi präsentiert wurde.                                                     |
| 9.–13. Woche 5 Wochen | 5                                           | Nada                                        | Ma che freddo fa Franco Migliacci, Claudio Mattone                                                         | Nach einem fünften Platz beim Sanremo-Festival (dort zusammen mit der Beat-Band The Rokes) gelang der 16-jährigen Nada ein Nummer-eins-Hit.                |
| 14.–19. Woche 6 Wochen | 6                                           | Barry Ryan                                  | Eloise Paul Ryan                                                                                           | – |
| 20.–23. Woche 4 Wochen | 4                                           | Equipe 84                                   | Tutta mia la città Roy Wood, Mogol                                                                         | Mit einer italienischen Version von Blackberry Way der Band The Move konnte die italienische Beatband einen Nummer-eins-Hit landen.                        |
| 24.–26. Woche 3 Wochen | 3                                           | Adriano Celentano                           | Storia d’amore Adriano Celentano, Luciano Beretta, Miki Del Prete                                          | – |
| 27.–34. Woche 8 Wochen | 8                                           | Mario Tessuto                               | Lisa dagli occhi blu Giancarlo Bigazzi, Claudio Cavallaro                                                  | Das Lied erreichte den zweiten Platz beim Wettbewerb Un disco per l’estate dieses Jahres.                                                                  |
| 35.–39. Woche 5 Wochen | 5                                           | Mal                                         | Pensiero d’amore Franco Migliacci, Luciano Giacotto, Barry Gibb, Robin Gibb, Maurice Gibb, Tony Del Monaco | – |
| 40.–45. Woche 6 Wochen (insgesamt 7) | 7                                           | Georges Moustaki                            | Lo straniero Bruno Lauzi, Georges Moustaki                                                                 | Das Lied stieg direkt auf Platz eins ein und brachte Moustaki zudem eine Goldene Gondel auf der Mostra Internazionale di Musica Leggera in Venedig ein.    |
| 46.–48. Woche 3 Wochen | 3                                           | Johnny Hallyday                             | Quanto t’amo Bruno Lauzi, Gilles Thibaut, Jean Renard                                                      | – |
| 49. Woche 1 Woche (insgesamt 7) | 7                                           | Georges Moustaki                            | Lo straniero Bruno Lauzi, Georges Moustaki                                                                 | – |
| 50.–52. Woche 3 Wochen | 3                                           | Gianni Morandi                              | Belinda Chris Andrews, Franco Migliacci                                                                    | Mit einer italienischen Version des Hits Pretty Belinda von Chris Andrews gelang Morandi der dritte Nummer-eins-Hit in diesem Jahr.                        |

## Alben
| ← 1968 ← | Liste der Nummer-eins-Alben in Italien (M&D) | Liste der Nummer-eins-Alben in Italien (M&D) | Liste der Nummer-eins-Alben in Italien (M&D) | 1970 →                    |
| \| Zeitraum \| Mt. ges. \| Interpret \| Titel \| Zusätzliche Informationen \| \| (Zeitraum, Monate auf Platz eins, Interpret, Titel, zusätzliche Informationen) \| \| \| \| \| \| ------------------------------------------------------------------------------ \| -------- \| ------------------------ \| ---------------------------- \| ------------------------- \| \| Dezember 1968 – Februar 1969 3 Monate \| 3 \| The Beatles \| The Beatles \| – \| \| März 1969 1 Monat \| 1 \| Fabrizio De André \| Volume 3 \| – \| \| April 1969 – Mai 1969 2 Monate \| 2 \| Verschiedene Interpreten \| Zecchino d’Oro XI ediz. 1969 \| – \| \| Juni 1969 – Juli 1969 2 Monate \| 2 \| Lucio Battisti \| Lucio Battisti \| – \| \| August 1969 1 Monat \| 1 \| Mina \| I discorsi \| – \| \| September 1969 1 Monat \| 1 \| Mal \| Mal dei Primitives \| – \| \| Oktober 1969 – November 1969 2 Monate \| 2 \| Vanilla Fudge \| Near the Beginning \| – \| \| Dezember 1969 – Januar 1970 2 Monate \| 2 \| The Beatles \| Abbey Road \| – \| |                                              |                                              |                                              |                           |
| ← 1968 |                                              |                                              |                                              | → 1970 →                  |
| Zeitraum | Mt. ges.                                     | Interpret                                    | Titel                                        | Zusätzliche Informationen |
| (Zeitraum, Monate auf Platz eins, Interpret, Titel, zusätzliche Informationen) |                                              |                                              |                                              |                           |
| Dezember 1968 – Februar 1969 3 Monate | 3                                            | The Beatles                                  | The Beatles                                  | –                         |
| März 1969 1 Monat | 1                                            | Fabrizio De André                            | Volume 3                                     | –                         |
| April 1969 – Mai 1969 2 Monate | 2                                            | Verschiedene Interpreten                     | Zecchino d’Oro XI ediz. 1969                 | –                         |
| Juni 1969 – Juli 1969 2 Monate | 2                                            | Lucio Battisti                               | Lucio Battisti                               | –                         |
| August 1969 1 Monat | 1                                            | Mina                                         | I discorsi                                   | –                         |
| September 1969 1 Monat | 1                                            | Mal                                          | Mal dei Primitives                           | –                         |
| Oktober 1969 – November 1969 2 Monate | 2                                            | Vanilla Fudge                                | Near the Beginning                           | –                         |
| Dezember 1969 – Januar 1970 2 Monate | 2                                            | The Beatles                                  | Abbey Road                                   | –                         |

## Jahreshitparaden
| ← 1968 ← | Liste der Jahres-Nummer-eins-Hits in Italien (M&D) | Liste der Jahres-Nummer-eins-Hits in Italien (M&D) | Liste der Jahres-Nummer-eins-Hits in Italien (M&D) | 1970 →   |
| \| Singles \| Position# \| Alben \| \| -------------------------------------------------------------------------------------------------------------- \| --------- \| ---------------------------------------- \| \| Non credere Mina Ascri, Mogol, Roberto Soffici \| 1 \| Volume 3 Fabrizio De André \| \| Storia d’amore Adriano Celentano Adriano Celentano, Luciano Beretta, Miki Del Prete \| 2 \| Tutti morimmo a stento Fabrizio De André \| \| Rose rosse Massimo Ranieri Enrico Polito, Giancarlo Bigazzi \| 3 \| Gianni 5 Gianni Morandi \| \| Eloise Barry Ryan Paul Ryan \| 4 \| Lucio Battisti \| \| Pensiero d’amore Mal Franco Migliacci, Luciano Giacotto, Barry Gibb, Robin Gibb, Maurice Gibb, Tony Del Monaco \| 5 \| I discorsi Mina \| \| Lisa dagli occhi blu Mario Tessuto Giancarlo Bigazzi, Claudio Cavallaro \| 6 \| The Beatles \| \| Tutta mia la città Equipe 84 Roy Wood, Mogol \| 7 \| Mal dei Primitives Mal \| \| Acqua di mare Romina Power Albano Carrisi, Vito Pallavicini \| 8 \| Adriano rock Adriano Celentano \| \| Pensando a te Al Bano Albano Carrisi, Vito Pallavicini \| 9 \| Yellow Submarine The Beatles \| \| Ob-La-Di, Ob-La-Da The Beatles Lennon/McCartney \| 10 \| Concerto per Patty Patty Pravo \| |                                                    |                                                    |                                                    |          |
| ← 1968 |                                                    |                                                    |                                                    | → 1970 → |
| Singles | Position#                                          | Alben                                              |                                                    |          |
| Non credere Mina Ascri, Mogol, Roberto Soffici | 1                                                  | Volume 3 Fabrizio De André                         |                                                    |          |
| Storia d’amore Adriano Celentano Adriano Celentano, Luciano Beretta, Miki Del Prete | 2                                                  | Tutti morimmo a stento Fabrizio De André           |                                                    |          |
| Rose rosse Massimo Ranieri Enrico Polito, Giancarlo Bigazzi | 3                                                  | Gianni 5 Gianni Morandi                            |                                                    |          |
| Eloise Barry Ryan Paul Ryan | 4                                                  | Lucio Battisti                                     |                                                    |          |
| Pensiero d’amore Mal Franco Migliacci, Luciano Giacotto, Barry Gibb, Robin Gibb, Maurice Gibb, Tony Del Monaco | 5                                                  | I discorsi Mina                                    |                                                    |          |
| Lisa dagli occhi blu Mario Tessuto Giancarlo Bigazzi, Claudio Cavallaro | 6                                                  | The Beatles                                        |                                                    |          |
| Tutta mia la città Equipe 84 Roy Wood, Mogol | 7                                                  | Mal dei Primitives Mal                             |                                                    |          |
| Acqua di mare Romina Power Albano Carrisi, Vito Pallavicini | 8                                                  | Adriano rock Adriano Celentano                     |                                                    |          |
| Pensando a te Al Bano Albano Carrisi, Vito Pallavicini | 9                                                  | Yellow Submarine The Beatles                       |                                                    |          |
| Ob-La-Di, Ob-La-Da The Beatles Lennon/McCartney | 10                                                 | Concerto per Patty Patty Pravo                     |                                                    |          |